# Ленинское сельское поселение (Иркутская область)
Ленинское сельское поселение или Ленинское муниципальное образование — муниципальное образование со статусом сельского поселения в Куйтунском районе Иркутской области России.
Административный центр — посёлок Игнино.

## Население
| 2010 | 2011  | 2012  | 2013 | 2014 | 2015 | 2016 |
| ---- | ----- | ----- | ---- | ---- | ---- | ---- |
| 1110 | ↘1105 | ↘1011 | ↘962 | ↘917 | ↘880 | ↘832 |
| 2017 |       |       |      |      |      |      |
| ↘809 |       |       |      |      |      |      |

По результатам Всероссийской переписи населения 2010 года 
численность населения муниципального образования составила 1110 человек, в том числе 520 мужчин и 590 женщинТом 1. Численность и размещение населения. 11. Численность населения России, федеральных округов, субъектов Российской Федерации, городских округов, муниципальных районов, городских и сельских поселений // Итоги Всероссийской переписи населения. — 2012..

## Населённые пункты
В состав муниципального образования входят населённые пункты:
- посёлок: Игнино.
- сёла: Ленинский, Октябрьский, Тихорут.

## Описание
В Игнино функционируют: средняя школа, участковая больница, дом культуры, библиотека, детский сад, аптека, имеется пять магазинов, хлебопекарня, почта (почтовый индекс 665343). Поселение не телефонизировано (мобильной связи нет, проводная отсутствует с 2005 года). Автобусное сообщение связывает поселение с городом Саянск, с посёлком Куйтун. В Игнино большинство зданий и жилых домов имеют централизованное отопление и водоснабжение.
До 2005 года основным предприятием (работодателем) являлся совхоз Ленинский (образованный в 1930 году), после его банкротства большинство жителей поселения занимается личным подворьем, трудятся в бюджетных организациях.